# Alfred Waack
Alfred Waack (* 11. März 1895 in Leipzig; † 9. Dezember 1964 in Leipzig) war ein antifaschistischer deutscher Chemigraf und autodidaktischer bildender Künstler.

## Leben und Werk
Die Eltern Waacks waren der Leipziger Eisenhobler Franz und Bertha Waack. Nach dem Abschluss der Volksschule in Leipzig absolvierte Waack von 1909 bis 1913 in Leipzig eine Lehre als Chemigraph, wozu der nachmittägliche und abendlichen Unterricht in der Buchdruckerlehranstalt gehörte, der seit 1909 eine Abteilung für Chemigraphen angegliedert war. 
Von 1914 bis 1918 nahm Waack als Soldat am Ersten Weltkrieg teil. 1918 beteiligte er sich an der Novemberrevolution und gehörte er in Leipzig zur Roten Polizei. Von 1920 bis 1929 arbeitete er mit einem eigenen Atelier in Leipzig freischaffend in seinem Beruf. Daneben betätigte er sich autodidaktisch künstlerisch als Maler und Plastiker. 1929 trat er der KPD bei. Mutmaßlich gehörte er auch dem Rotfrontkämpferbund an. Er hielt sich dann aus beruflichen Gründen monatelang in Halle, Berlin, München, Hamburg, Frankfurt am Main, Braunschweig und Erfurt und im Ausland in Rotterdam, Amsterdam, Tilburg, Genf, Montreux und Basel auf. 
Von 1931 bis zum Verbot durch die Nationalsozialisten 1933 war Waack Mitglied der Assoziation revolutionärer bildender Künstler (ASSO) und Kassierer in deren Leipziger Gruppe. Er arbeitete neben seiner selbständigen Tätigkeit als Chemigraph künstlerisch und besuchte 1938 kurzzeitig die Abendschule der Staatlichen Akademie für graphische Künste und Buchgewerbe. 1932 ist er das erste Mal mit der Adresse Zollikoferstraße 18 im Leipziger Adressbuch vermerkt. Bis dahin hatte er mutmaßlich bei seiner Mutter in der Zweinaundorfer Straße 26 gewohnt. Die Fachzeitschrift Gebrauchsgrafik veröffentlichte 1939 unter der Rubrik „Wer liefert Entwürfe“ eine Annonce Waacks mit der Adresse Teubnerstraße 7.
Nach der Machtergreifung arbeitete Waack illegal für die KPD. 1933 und 1935 wurde er deshalb von der Gestapo inhaftiert. Er wurde angeklagt, aber unter Anrechnung der Zeit der Untersuchungshaft freigesprochen.
Ab 1941 war Waack in einem Leipziger Rüstungsbetrieb dienstverpflichtet. 1944 zog er nach Döbeln.
Nach dem Ende des Nazi-Regimes wirkte er als Kulturfunktionär aktiv am Wiederaufbau der Stadt Roßwein mit. Ab 1945 war er dort Erster Vorsitzender der lokalen Gruppen der Gewerkschaft 17 (Gewerkschaft für Kunst, Schrifttum und freie Berufe) und des Kulturbunds und von 1945 bis 1949 1. Vorsitzender der VVN. 1948 beteiligte er sich in Dresden an einem künstlerischen Ideen-Wettbewerb für den Neuaufbau Deutschlands, wobei er den 1. Preis errang. Von 1949 bis 1951 arbeitete Waack als freier Mitarbeiter für Kultur und Propaganda im Zellstoffwerk Gröditz. 1951 zog er wieder nach Leipzig, wo er in einem grafischen Betrieb arbeitete. Von 1952 bis 1960 war er Dozent an der Fachschule für angewandte Kunst in Leipzig. Er dürfte Mitglied der SED gewesen sein.
Waack betätigte sich sportlich aktiv als Radrennfahrer. 

## Werke (Auswahl)
- Rennfahrer (um 1932, Halbfigur, Zementguss; auf der 2. Großen Leipziger Kunstausstellung)[5]
- Bereitschaft Rotfrontkämpferbund (um 1932, Öl, 52 × 64 cm; auf der 2. Großen Leipziger Kunstausstellung)[5]
- Agitpropgruppe in nächtlicher Aktion (um 1931, Öl, 76 × 107 cm)[5]
- Rote Wasserfahrer (um 1931, Öl, 107 × 75 cm)[6]
- Friseur (vor 1948, Tempera)[7]
- Sägewerk bei Leipzig (1949, Öl, 24 × 34,5 cm)[8]

## Ausstellungen (mutmaßlich unvollständig)
- 1931: Leipzig, ifa-Kulturschau der KPD
- 1931 und 1932: Leipzig, 1. und 2. Große Leipziger Kunstausstellung
- 1947: Döbeln, Stadtmuseum („Kunstausstellung Döbeln“)
- 1948: Döbeln, Stadtmuseum („2. Kreis-Kunstausstellung Döbeln“)
- 1948: Chemnitz, Schlossberg-Museum, und Glauchau, Stadt- und Heimatmuseum Glauchau („Mittelsächsische Kunstausstellung“)[9][10]
- 1950: Meißen („Kunstausstellung 1950“)
- Postum 1979: Leipzig, Museum der bildenden Künste („50 Jahre Asso in Leipzig“)